# Polečnice (Polná na Šumavě)
Polečnice, dříve  také Kyselov nebo Společnice (německy Neustift), je zaniklá osada v obvodu obce Polná na Šumavě v okrese Český Krumlov. Je to též název zastávky na železniční trati České Budějovice – Černý Kříž.

## Historie
Polečnice byla od 16. stol. a ještě začátkem 20. století vedena také jako Kyselov. Od poloviny 19. století byla ves osadou obce Lštín. Po 2. světové válce se stala součástí vojenského újezdu Boletice a od 1. ledna 2016 zanikla (stala se součástí obce Polná na Šumavě). Koncem 19. století (1891) zde byla zřízena železniční stanice, později se ze stanice stala zastávka.

### Historické údaje o počtu obyvatel a domů
|                | 1869 | 1880 | 1890 | 1900 | 1910 | 1921 | 1930 | 1950 |
| Počet obyvatel | 92   | 101  | 104  | 90   | 114  | 105  | 108  | 36   |
| Počet domů     | 13   | 12   | 11   | 14   | 14   | 13   | 14   | 8    |

Zdroj: Historický lexikon obcí České republiky  1869 - 2011